# Гарен (коммуна)
Гаре́н (фр. и окс. Garin) — коммуна во Франции, находится в регионе Юг — Пиренеи. Департамент — Верхняя Гаронна. Входит в состав кантона Баньер-де-Люшон. Округ коммуны — Сен-Годенс.
Код INSEE коммуны — 31213.

## География
Коммуна расположена приблизительно в 690 км к югу от Парижа, в 120 км к юго-западу от Тулузы.

## Климат
Климат умеренно-океанический. Зима мягкая и снежная, весна характеризуется сильными дождями и грозами, лето сухое и жаркое, осень солнечная. Преобладают сильные юго-восточные и северо-западные ветры.

## Население
Население коммуны на 2010 год составляло 133 человека.
| 1962 | 1968 | 1975 | 1982 | 1990 | 1999 | 2010 |
| ---- | ---- | ---- | ---- | ---- | ---- | ---- |
| 117  | 108  | 108  | 108  | 108  | 102  | 133  |

## Экономика
В 2010 году среди 79 человек трудоспособного возраста (15—64 лет) 59 были экономически активными, 20 — неактивными (показатель активности — 74,7 %, в 1999 году было 81,0 %). Из 59 активных жителей работали 57 человек (42 мужчины и 15 женщин), безработных было 2 (0 мужчин и 2 женщины). Среди 20 неактивных 3 человека были учениками или студентами, 8 — пенсионерами, 9 были неактивными по другим причинам.

## Достопримечательности
- Церковь Св. Иоанна Крестителя
- Часовня Сен-Пе-де-ла-Морен[фр.], или Сен-Триту (X—XI века). Исторический памятник с 1971 года[4]

## Фотогалерея
- Горы в Гарене
- Перевал Перезурд
- Часовня Сен-Пе-де-ла-Морен
- Интерьер часовни
- Карта коммуны